# Steven Strother
Steven Strother (Culpeper, 14 settembre 1990) è un ex giocatore di football americano statunitense che ha giocato come runningback.